# Juanita
La juanita és un mineral de la classe dels silicats.

## Característiques
La juanita és un silicat de fórmula química Ca10Mg₄Al₂Si11O39·4H₂O o similar. És una espècie aprovada per l'Associació Mineralògica Internacional, tot i que es troba qüestionada com a tal.
Segons la classificació de Nickel-Strunz, la juanita pertany a «09.HA - Silicats sense classificar, amb alcalins i elements terra-alcalins» juntament amb els següents minerals: ertixiïta, kenyaïta, wawayandaïta, magbasita, afanasyevaïta, igumnovita, rudenkoïta, foshallasita, nagelschmidtita, caryocroïta, tacharanita, oyelita, denisovita i tiettaïta.

## Formació i jaciments
Va ser descoberta a Iron Hill, al districte de White Earth del comtat de Gunnison (Colorado, Estats Units). També ha estat descrita a tres indrets de Rússia: al massís de Kovdor (óblast de Múrmansk), a la serralada de Kuznetsk Alatau (Transbaikal) i al massís de Odikhincha (Krasnoiarsk).